# Gauriaguet
Gauriaguet ist eine französische Gemeinde mit 1.537 Einwohnern (Stand: 1. Januar 2022) im Département Gironde in der Region Nouvelle-Aquitaine (vor 2016: Aquitanien). Sie gehört zum Arrondissement Blaye und zum Kanton Le Nord-Gironde. Die Einwohner werden Gauriaguetains genannt.

## Geografie
Gauriaguet liegt etwa 26 Kilometer nordnordöstlich von Bordeaux am Flüsschen Virvée. Umgeben wird Gauriaguet von den Nachbargemeinden Cubnezais im Nordwesten und Norden, Marsas im Nordosten und Osten, Val de Virvée im Osten und Süden sowie Peujard im Westen.
Am Westrand der Gemeinde führt die Route nationale 10 entlang.

## Bevölkerungsentwicklung
| Jahr                       | 1962 | 1968 | 1975 | 1982 | 1990 | 1999 | 2010 | 2020 |
| Einwohner                  | 375  | 358  | 445  | 645  | 898  | 942  | 1156 | 1432 |
| Quellen: Cassini und INSEE |      |      |      |      |      |      |      |      |

## Sehenswürdigkeiten
- Kirche Saint-Symphorien aus dem 12./13. Jahrhundert, Umbauten aus dem 18. Jahrhundert (siehe auch: Liste der Monuments historiques in Gauriaguet)

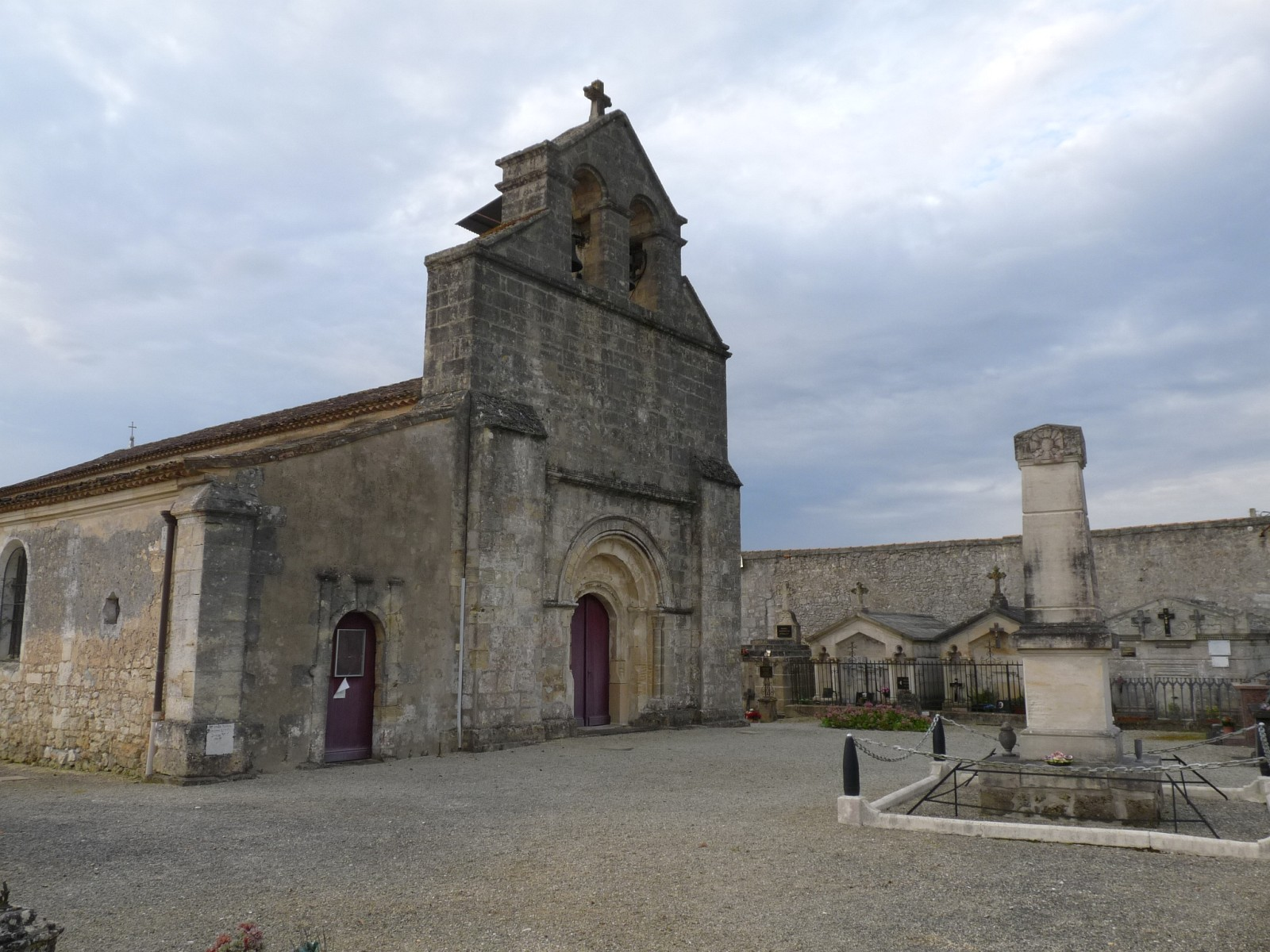
Kirche Saint-Symphorien
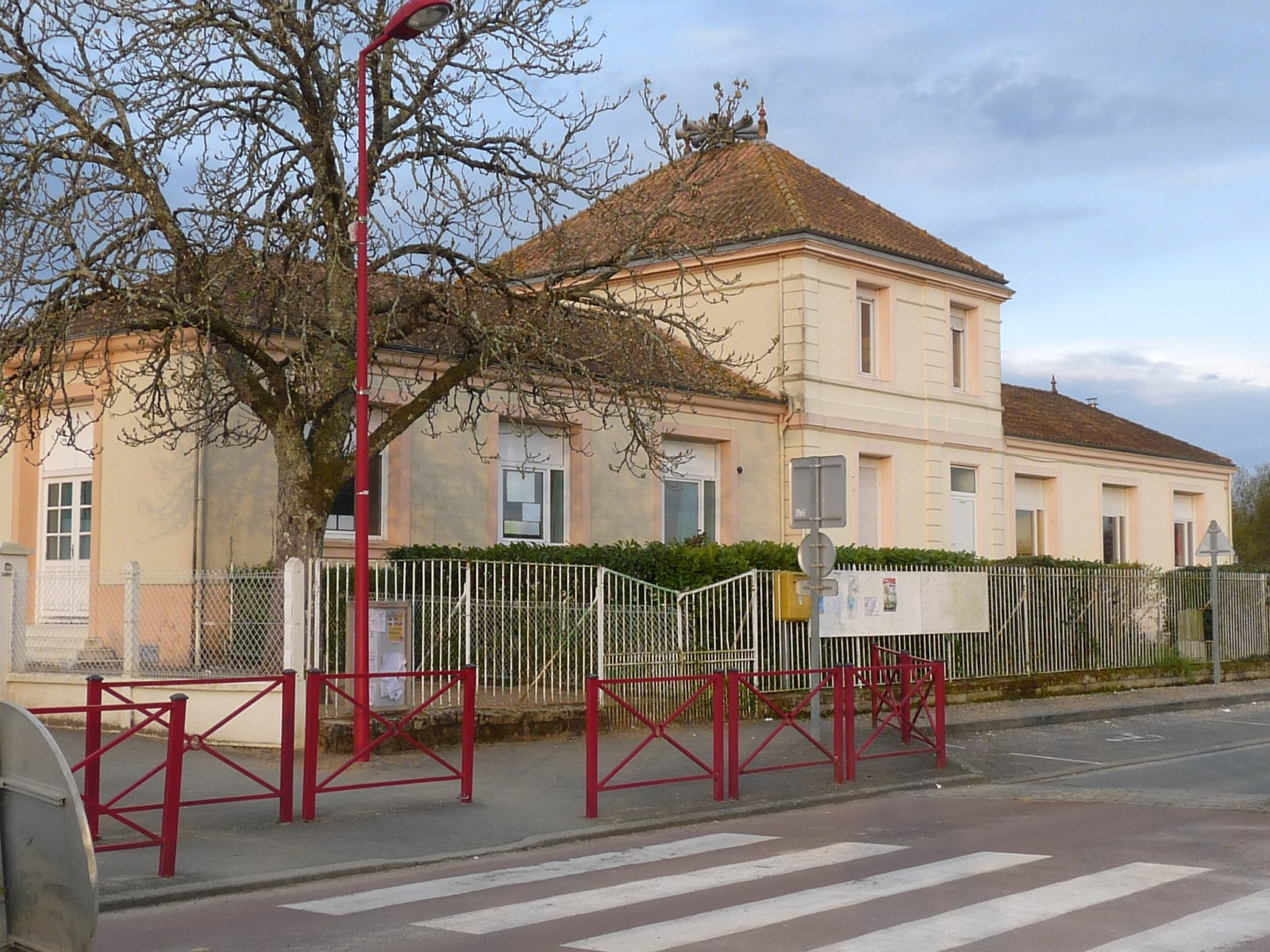
Schule
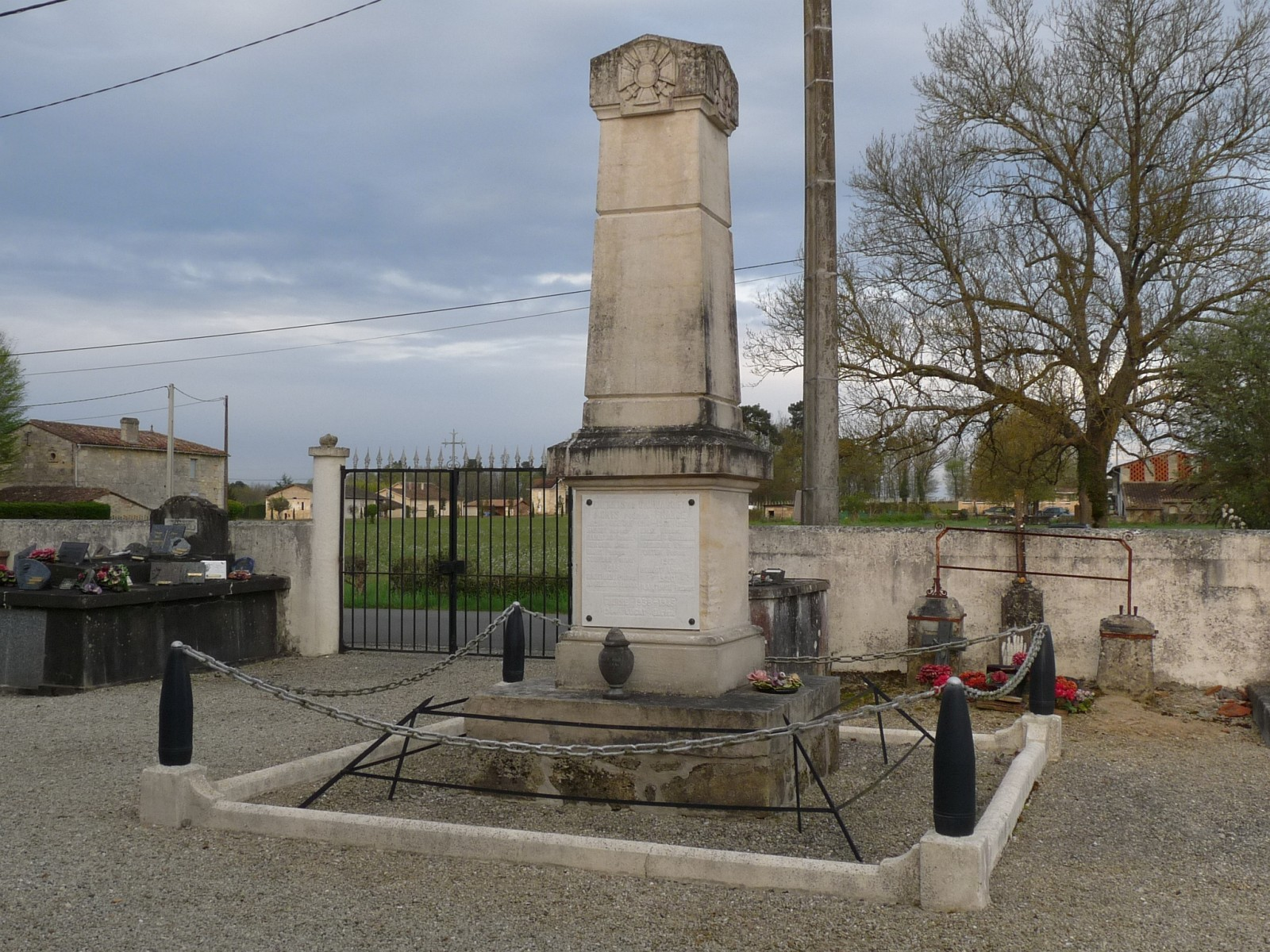
Gefallenendenkmal